# Camilo Ceballos
Camilo Ceballos (Apartadó, Antioquia, Colombia; 15 de julio de 1984) es un exfutbolista colombiano. Jugaba como defensa en el fútbol colombiano.

## Clubes
| Club             | País     | Temporada   |
| ---------------- | -------- | ----------- |
| Envigado F. C.   | Colombia | 2006 - 2008 |
| Junior           | Colombia | 2009        |
| Deportivo Cali   | Colombia | 2010 - 2012 |
| Once Caldas      | Colombia | 2013        |
| Rionegro Águilas | Colombia | 2014        |
| Deportivo Pasto  | Colombia | 2015 - 2016 |
| Rionegro Águilas | Colombia | 2017        |
| Real Cartagena   | Colombia | 2018        |
| Bogotá FC        | Colombia | 2019        |

## Palmarés

### Campeonatos nacionales
| Título        | Club           | País     | Año  |
| ------------- | -------------- | -------- | ---- |
| Copa Colombia | Deportivo Cali | Colombia | 2010 |